# Ospriocerus pumilus
Ospriocerus pumilus là một loài ruồi trong họ Asilidae. Ospriocerus pumilus được Coquillett miêu tả năm 1904.